# Comté de Crockett (Texas)
Pour les articles homonymes, voir Comté de Crockett.
Le comté de Crockett, en anglais : Crockett County,  est un comté situé dans l'ouest de l'État du Texas aux États-Unis. Fondé le 22 janvier 1875,  son siège de comté est la ville d'Ozona. Selon le recensement des États-Unis de 2020, sa population est de 3 098 habitants. Le comté a une superficie de 7 271 km2, dont la presque totalité en surfaces terrestres. Il est nommé en l'honneur de Davy Crockett, le héros populaire américain, mort lors du siège de Fort Alamo, au Texas.

## Organisation du comté
Le comté est fondé le 22 janvier 1875, à partir des terres du comté de Bexar. Après plusieurs aménagements fonciers, il est définitivement organisé, c'est-à-dire autonome, le 7 juillet 1891.
Le comté est baptisé à la mémoire de Davy Crockett, un soldat et trappeur, mort le 6 mars 1836 au siège de Fort Alamo,.

## Comtés adjacents
| Comté de Crane   | Comté d'Upton, Comté de Reagan | Comté d'Irion                        |
| Comté de Pecos   | comté de Crockett              | Comté de Schleicher, Comté de Sutton |
| Comté de Terrell | Comté de Val Verde             |                                      |

## Géographie - Climat
Le comté de Crockett est situé à l'extrémité ouest du plateau d'Edwards, dans l'ouest du Texas aux États-Unis,.
Il a une superficie totale de 7 271 km2, composée de 7 270,9 km2 de terres et de 0,5 km2 de zones aquatiques. 
Le terrain est composé de canyons profonds, étroits, aux parois escarpées et de mesas dans les zones sud et ouest. De larges vallées et des lignes de partage caractérisent la partie nord. La partie nord-est est une grande ligne de partage séparant les bassins du Colorado et celui du Río Grande. 
Les altitudes varient de 457 m, au sud-ouest, à 853 m, au nord-ouest. Les précipitations annuelles moyennes sont de 457,2 mm.

## Démographie

Pyramide des âges du comté de Crockett (2000).

Lors du recensement de 2010, le comté comptait une population de 3 719 habitants. Elle est estimée, en 2017, à 3 564 habitants,.

### Source de la traduction
- (en) Cet article est partiellement ou en totalité issu de l’article de Wikipédia en anglais intitulé « Crockett County, Texas » (voir la liste des auteurs).